# Selfoss
Selfoss je město v jižní části Islandu na řece Ölfusá. Prochází jím hlavní silnice č. 1 Hringvegur. Žije zde přibližně 6300 obyvatel. Je největším městem jižního Islandu, centrem obchodu, služeb a průmyslu. Nachází se zde restaurace a kavárny, plavecký bazén, golfové hřiště a kino. Dále také několik ubytovacích zařízení, jmenovitě např. Gesthús Selfossi, což je dvouhvězdičkový hotel umístěný v příjemném lesním prostředí, spojený s kempem. 
Selfoss je největším městem obce (sveitarfélag) Árborg, do které spadají také vesnice Stokkseyri a Eyrarbakki. 
29. května 2008 město postihlo silné zemětřesení o síle 6,3 Richterovy škály. Zemětřesení nikoho neusmrtilo, ale napáchalo mnoho škod.